# 박철 (연출가)
박철(1938년 10월 5일 ~ 2020년 7월 13일)은 대한민국의 연출가이다.

## 생애
1938년 10월 5일, 경상남도 밀양에서 태어났고, 고려대학교 법대를 나온 그는 1965년 서울중앙방송(현재의 KBS 한국방송공사) 프로듀서로 입사하였으며 4년 후 1969년 MBC 문화방송 프로듀서로 이적한 이후, 인기리에 방영됐던 TV 드라마 《새엄마》, 《사랑과 진실》, 《사랑이 뭐길래》, 《자반 고등어》 등을 대거 연출하였다. 1996년 12월, MBC 문화방송 명예 정년 퇴직한 이후 TV 드라마 작품 활동을 계속 활동했으며, 오랜 투병 끝에 2020년 7월 13일 숙환으로 사망하였다.

## 경력
- 서울중앙방송 프로듀서(1965년~1969년)
- 문화방송 프로듀서(1969년~1996년)
- 문화방송 TV 제작국 국장급 제작위원 겸 이사대우
- 문화방송 명예 정년 퇴직(1996년 12월 18일)

## 주요 작품

### TV 드라마
- 《새엄마》
- 《해바라기》
- 《효자문》
- 《귀로》
- 《윤진사댁 며느리》
- 《들장미》
- 《왜 그러지》
- 《도련님》
- 《청춘의 덫》
- 《행복을 팝니다》
- 《하얀 민들레》
- 《당신은 누구시길래》
- 《딸》
- 《나리집》
- 《민족풍속도》
- 《성난 눈동자》
- 《사랑합시다》
- 《친구야 친구》
- 《못 잊어》
- 《당신의 초상》
- 《저 별은 나의 별》
- 《겨울 해바라기》
- 《사랑과 진실》
- 《남자의 계절》
- 《겨울꽃》
- 《도시의 얼굴》
- 《내일 잊으리》
- 《유산》
- 《당신의 축배》
- 《그 여자》
- 《또 하나의 행복》
- 《사랑이 뭐길래》
- 《마포 무지개》
- 《엄마의 바다》
- 《여울목》
- 《자반 고등어》
- 《사랑하니까》
- 《사랑해서 미안해》
- 《전처가 옆방에 산다》

## 가족 관계
- 배우자: 김남현
  - 아들: 박경연
    - 며느리: 패티 림

  - 딸: 박나경(1973년 ~ )
    - 사위: 웨슬리 스나이프스(1962년 7월 31일 ~ )